# 2001 à la télévision
| Années de la télévision : 1998 - 1999 - 2000 - 2001 - 2002 - 2003 - 2004    |
| Décennies de la télévision : 1970 - 1980 - 1990 - 2000 - 2010 - 2020 - 2030 |

Cet article présente les faits marquants de l'année 2001 à la télévision.

## Évènements
- 2 janvier : Création de la chaîne québécoise VRAK.TV.
- 3 avril : Création de la chaîne MCM2
- 15 juin : Arrêt de Nulle part ailleurs sur Canal+ après 14 ans de diffusion.
- 5 juillet : Naissance de la chaîne de télévision algérienne Algerian Third Channel (A3C), également connue sous le nom de Thalitha TV, diffusant par satellite pour le public arabophone.
- 31 août : Arrêt du Juste Prix sur TF1 après 14 ans de diffusion.
- 11 septembre 2001 : Attentats aux États-Unis, via des avions commerciaux détournés contre le World Trade Center, le Pentagone, et en Pennsylvanie, faisant 2 993 morts, diffusés en direct en mondovision.

## Émissions

L'œil bleu sur fond jaune de Loft Story, symbole du Big Brother moderne.

- 3 janvier : Confessions Intimes (TF1)
- 3 février : Stars à domicile (TF1)
- 10 mars : Attention à la marche ! (TF1)
- 4 avril :  Titeuf (Canal J)
- 26 avril : Loft Story (M6)
- 9 juillet : Le Maillon faible (TF1)
- 4 août : Les Aventuriers de Koh-Lanta (TF1)
- 27 août : Burger Quiz (Canal+)
- 3 septembre : Les Matins de Dexter (Cartoon Network)
- 3 septembre : KD2A (France 2)
- 10 septembre : Les Maternelles (France 5)
- 17 septembre : C dans l'air (France 5)
- 20 septembre : Popstars (M6)
- 20 octobre : Star Academy (TF1)
- 25 décembre : Le Numéro Gagnant (France 2)
- 31 décembre : Le Juste Euro (France 2)

## Documentaires
- Léonard de Vinci par Jean-Claude Lubtchansky sur Arte
- L'Empire des nombres par Philippe Truffault sur Arte

## Séries télévisées
- Mai : après 3 ans de présence dans la série Charmed aux côtés d'Holly Marie Combs et d'Alyssa Milano, Shannen Doherty quitte les plateaux de tournage pour cause de différends avec certaines personnes de l'équipe. Elle n'y réapparaîtra plus.
- 3 septembre : première diffusion de Caméra Café sur M6 dont le succès la fait perdurer 2 ans. Cette série sera adaptée dans plusieurs pays.
- 2 octobre : première diffusion de Scrubs aux États-Unis sur NBC.
- 16 octobre : Début de la série Smallville sur The WB
- 6 novembre : Première diffusion de 24 heures chrono sur FOX.
- 25 novembre : Premier épisode de la série Les Experts sur TF1
- 15 décembre : premier épisode de Famille d'accueil sur France 3, avec Virginie Lemoine.

## Principaux décès
- 25 janvier : Guy Tréjan, comédien français (° 18 septembre 1921).
- 22 mars : William Hanna, producteur de nombreux dessins animés (° 24 mars 1911).
- 29 avril : Jacques Mancier, comédien et présentateur de télévision français (° 27 janvier 1913).
- 21 juin : Carroll O'Connor, acteur américain (° 2 août 1924).
- 24 juin : Igor Barrère, producteur et réalisateur de télévision français (° 17 décembre 1931).
- 21 novembre : Gardner McKay, acteur américain (° 10 juin 1932).
- 12 décembre : Jean Richard, comédien français (° 18 avril 1921).
- 14 décembre : Claude Santelli, réalisateur de télévision français (° 17 juin 1923).